# Bałabansko
Bałabansko (bułg. Балабанско) – wieś w północnej Bułgarii, w obwodzie Łowecz, w gminie Trojan.